# MG-435
A MG-435 é uma rodovia brasileira do estado de Minas Gerais. Por sua característica, é considerada uma rodovia de ligação.
Inicia-se na BR-381, no trevo de acesso à cidade de Caeté, e finda na MGC-262, após atravessar a cidade. É o principal meio de acesso a Caeté.